# C. J. Cregg
Claudia Jean 'C.J.' Cregg es un personaje de ficción representado por Allison Janney en la serie de televisión El Ala Oeste de la Casa Blanca. En el comienzo de la serie es la Secretaria de Prensa del gabinete del presidente Josiah Bartlet, cargo que ostentaría hasta la sexta temporada, momento en que es ascendida a Jefa de Gabinete, condición que mantiene hasta el mismo final de la serie cuando el sucesor de Bartlet es investido. Se cree que el personaje se inspira de manera muy ligera en la secretaria de Prensa de Bill Clinton Dee Dee Myers, qua además trabajó como asesora durante el rodaje.

## Datos personales y familiares
C.J. procede de una familia católica de Dayton, en el estado de Ohio. Su padre, Talmidge Cregg, era profesor de matemáticas en el instituto local. Su madre lleva tiempo muerta, habiéndose casado de nuevo su padre dos veces, la más reciente con una profesora de su mismo instituto llamada Molly. C.J. tiene además dos hermanos mayores, uno de los cuales tiene una hija adolescente llamada Hogan. Mide alrededor de 1,80 metros, lo que la hace destacar siempre en altura sobre el resto del elenco de la serie.
Además de terminar el instituto con una importante beca, C.J. consiguió doctorarse en Ciencias Políticas en la Universidad de Berkeley, si bien no se sabe dónde se licenció. Ganaba 55.000 dólares al año por su trabajo en Triton Day, una importante firma de relaciones públicas de California antes de enrolarse en la campaña presidencial de Bartlet de 1998, donde pasó a ganar 600 dólares a la semana. Precisamente se dio la coincidencia que había sido despedida de Triton Day el mismo día que Toby Ziegler fue a su casa de Los Ángeles a buscarla para unirse a la campaña. Como secretaria de Prensa de la Casa Blanca, C.J. es aguda, ingeniosa y domina el lenguaje. Sin embargo lo que no le gustó nada fue descubrir que su nombre en clave en el Servicio Secreto era "Flamenco", pájaro que según C.J. es "de aspecto ridículo". En celebraciones especiales, a veces C.J. realiza una especie de playback de la canción "El Chacal (The Jackal)" de Ronny Jordan. Es curioso que esa actuación es original de Allison Janney, la actriz, y que el creador de la serie, Aaron Sorkin, decidió introducir.

## Secretaria de Prensa
Durante la tercera temporada C.J. recibe una serie de amenazas de muerte que la llevan a ser puesta bajo protección del agente del servicio secreto Simon Donovan, con quien acaba manteniendo una relación amorosa. Poco tiempo después de ser destinado a otras labores, Donovan muere al recibir un disparo durante el atraco a una frutería de Nueva York en el episodio "Posse Comitatus". C.J. también tiene una relación de altibajos con el corresponsal en la Casa Blanca del Washington Post Danny Concannon, aunque en el fondo no sale con él porque lo considera un conflicto de intereses. En la séptima temporada se hacen numerosas referencias a esta relación; por ejemplo durante el primer episodio, en una escena adelantada correspondiente a la inauguración de la Biblioteca Presidencial Bartlet, se puede ver que Danny y C.J. están casados y tienen un hijo.
En la quinta temporada se revela que C.J. tuvo un lío de una noche con el vicepresidente John Hoynes, quien estaba casado desde unos cuatro años antes de que Bartlet llegase a la Casa Blanca. No se siente muy orgullosa de ello, lo que se ve cuando le comenta a Toby que lo considera uno de los mayores errores de su vida. Este asunto se deja entrever algunas veces durante la serie tiempo antes de que fuera revelado. Además, durante esa misma temporada, en el episodio "Acceso", se comenta que C.J. es la única mujer que ha ocupado en dos mandatos el cargo de Secretaria de Prensa. No queda claro si se refiere a dos mandatos completos o a la verdadera situación de uno completo y medio en curso.

## Jefa de Gabinete
C.J. sucede a Leo McGarry como Jefa de Gabinete de la Casa Blanca tras el ataque al corazón sufrido mientras paseaba por Camp David, más o menos a mitad del segundo mandato de Bartlet (2.º episodio de la 6.ª temporada. En realidad, Mc Garry había dimitido unas horas antes, pero la noticia no se hizo pública, y solo la conocían el presidente y su esposa. En el hospital, Leo propone al Presidente Barlett que nombre a CJ como su sustituta. sí como nunca ninguna mujer ha ocupado este cargo en la vida real, no se deja claro si sucede lo mismo en el universo ficticio de la serie. También sería la primera vez que una secretaria de Prensa es ascendida a tal cargo. Durante sus primeros momentos en el puesto se muestra natural en el proceder, si bien carece de ese punto de vista independiente que le daba Leo McGarry. Sin embargo, C.J. crece con el puesto y a medida que avanza la séptima temporada comienza a sentirse segura, y parece que aprende a controlar el humor del Presidente para saber cuando será más receptivo a sus ideas.
Las primeras críticas como Jefa de Gabinete vendrían por su relativa falta de experiencia en política exterior. Sin embargo, durante la séptima temporada empieza a sentirse como pez en las turbias aguas de las Naciones Unidas, consiguiendo que el Consejo de Seguridad acuerde una resolución sobre cómo solucionar la crisis humanitaria en la región sudanesa de Darfur. Fue recomendada para el cargo por el propio Leo, que dio al Presidente una lista con un solo candidato.
Tras la elección de Matthew Santos como Presidente, este le ofrece un cargo en la nueva administración a través del nuevo Jefe de Gabinete, su hasta entonces compañero Josh Lyman, para posteriormente ofrecerle otro de asesora superior. Estas son solamente dos de las muchas ofertas recibidas, incluyendo importantes puestos en la empresa privada, como por ejemplo la del millonario Frank Hollis para encabezar una fundación con un capital de 10 000 millones de dólares. Le responde que si quiere saber cómo ha de invertir ese dinero ayude a construir mejores carreteras en África para poder distribuir mejor la comida y otros servicios a la población, y que si le sobra dinero intente construir redes de agua potable. Realmente se sintió obligada a aceptar el puesto en la nueva administración Santos, pero finalmente Danny Concannon la convenció para que hiciera lo que ella quería, dirigir esa fundación.
En el primer episodio de la última temporada se ve en una escena adelantada 3 años que C.J. vive en Santa Mónica, California con su marido Danny Concannon y su hijo.
- Datos: Q1080587